# 阿克梅派
阿克梅派（俄语：Акмеизм），也称诗人协会，是一个短暂的诗歌学派。1912年，在尼古拉·古米廖夫和谢尔盖·戈罗德茨基的领导下成立于俄罗斯。阿克梅派主张以形式的紧凑和表达的清晰作为诗学理念。“阿克梅”是在希腊语“άκμη (akme)”的基础上创造出来的，即“人类最好的年龄”。

## 發展
1910年，米哈伊尔·库兹明在《关于优美的清晰》中传达了阿克梅派诗歌的创作理念。阿克梅派诗人将他们提倡的“阿波罗式清晰”（英語：Apollonian clarity）与俄罗斯象征主义诗人安德烈·别雷和维亚切斯拉夫·伊凡诺夫所倡导的“酒神狂热”（英語：Dionysian frenzy）相对照，而其主要刊物為《阿波羅》雜誌。相比俄國象征主义者偏爱“通过符号暗示”，阿克梅派詩人更倾向“通过图像直接表达”。
奥斯普·曼德斯坦塔姆在他后来的宣言《阿克梅派的早晨》（Утро акмеизма, 1913）中将这次运动定义为“对世界文化的向往”。作为一种“新古典主义形式的现代主义”，诗人协会阐明了“诗歌艺术与文化延续”的本质。亚历山大·波普，泰奥菲尔·戈蒂耶，鲁德亚德·吉卜林，恩纳肯蒂·安恩斯基和高蹈派诗人均对阿克梅派的形成具有重大影响。
阿克梅派的主要诗人包括奥斯普·曼德斯坦塔姆，尼古拉·古米廖夫，米哈伊尔·库兹明，安娜·阿赫玛托娃和格奥尔基·弗拉基米罗维奇·伊万诺夫。这些诗人原先在圣彼得堡的流浪狗咖啡馆会面，后来转到一家著名的专供艺术家与作家聚会的场所活动。从阿赫玛托娃以“爱与关系”为主题的亲密诗歌到古米列夫的叙事诗，每个阿克梅派诗人都以不同的作品风格阐释了阿克梅派的诗学理念。曼德斯坦塔姆的诗歌集《Stone》（1912）被认为是此次诗歌文学运动中最大的成就。
隨著革命中，兩位主要領導人物古米廖夫遭到槍決，謝爾蓋·戈羅德茨基則成為蘇聯擁護者，運動轉向沉寂。

### 註腳
1. ↑  Poem for the Day, Two, The Nicholas Albery Foundation, Chatto and Windus, London ISBN 0-7011-7401-3.
2. ↑  . 中文马克思主义文库.   [2024-11-17]. （原始内容存档于2024-04-05）.
3. ↑  Mark Willhardt, Alan Michael Parker. Who's Who in 20th Century World Poetry. Routledge, 2001. ISBN 0-415-16355-2. Page 8.
4. ↑  Michael Wachtel. The Cambridge Introduction to Russian Poetry. Cambridge University Press, 2004. ISBN 0-521-00493-4. Page 8.
5. ↑  . Academy of American Poets. （原始内容存档于2014-04-06）.
6. ↑  . feb-web.ru.   [2024-11-17].

## 外部連結
- Гумилёв, Николай.  . 1913  [2024-11-17]. （原始内容存档于2021-04-14） （俄语）.